# سیارک ۱۲۵۱۷
سیارک ۱۲۵۱۷ (به انگلیسی: 12517 Grayzeck، نامگذاری:1998HD52) دوازده هزار و پانصد و هفدهمین سیارک کشف شده‌است که در ۳۰ آوریل ۱۹۹۸ کشف شد.
قدر مطلق سیارک برابر ۸.۹ است.